# Анастасия Васильевна (княгиня киевская)
Анастасия Васильевна (1398—1470) — вторая дочь великого князя московского Василия I Дмитриевича от брака с литовской княжной Софьей Витовтовной.

## Биография
Родилась в 1397 или 1398 году в Москве. В 1417 году, скрепляя союз с Южной Русью, Василий I выдал Анастасию за Киевского князя Александра Владимировича. В 1421 году приезжала к отцу в Москву. После ослепления брата, Василия II Тёмного, Дмитрием Юрьевичем Шемякой держала в Москве своего шпиона, которого прислала в 1446 году из Киева, чтобы следить за действиями Шемяки и вовремя сообщать брату о его намерениях и планах; всячески помогала брату и его сторонникам, бежавшим в Литву. Вела переписку с московским митрополитом Ионой.

## Семья
С 22 августа 1417 года — жена киевского князя Александра (Олелька) Владимировича. В семье было двое сыновей и три дочери:
- Семён Олелькович (ок. 1420—1470), по решению великого князя литовского Казимира IV, стал преемником отца на киевском княжеском престоле, получив его в пожизненное владение. Его наследники уже были лишены права претендовать на Киев.

- Михаил Олелькович (ум. 1481), князь слуцкий, был князем-наместником Великого Новгорода.

- Юлиана Олельковна — первая жена князя Юрия Фёдоровича Пронского, внука князя пронского и рязанского Ивана Владимировича.

- Феодора Олельковна — жена некоего князя Симеона Юрьевича (Гольшанского?)

- Евдокия Олельковна (ум. 1468) — с 1463 года вторая жена господаря Молдавии Стефана Великого (1433—1504).